# Crazy Town
Crazy Town är en rapcore-grupp från Los Angeles i USA. Bandet bildades 1995 av Bret Mazur och Seth Binzer. De är mest kända för singeln "Butterfly" som för övrigt innehåller en fras ur Red Hot Chili Peppers "Pretty Little Ditty".

## Historia

### Bildandet (1995–1999)
Mazur och Binzer började samarbeta 1995 under namnet The Brimstone Sluggers. Vid lanseringen av bandets debutalbum i november 1999 så bestod bandet förutom av Mazur och Binzer även av Rust Epique, James Bradley Jr., Miller, Adam Goldstein och  Antonio Valli. Debutalbumet döptes till The Gift of Game.

### The Gift of Game och Butterfly (1999–2001)
Efter lanseringen av The Gift of Game så åkte bandet på turné som förband åt Red Hot Chili Peppers. Gitarristen Rust Epique lämnade bandet redan under albumets produktion och ersattes av Kraig Tyler. De två första singlarna från debutskivan, "Toxic" och "Darkside" släpptes utan någon större uppståndelse. Vid den här tidpunkten lämnade även DJ:n Adam Goldstein bandet.
Den tredje singeln, "Butterfly", nådde förstaplatsen på Billboard Hot 100 både den 24 mars och 7 april 2001. Efter detta återvände Goldstein till gruppen.

### Darkhorse (2001–2003)
Gruppens andra album, Darkhorse, producerades under 2002 av Howard Benson. Hans influenser resulterade i ett album med mer rockigt sound. Innan inspelningarna av Darkhorse kom igång så lämnade Goldstein gruppen ännu en gång och trummisen James Bradley Jr. ersattes av Kyle Hollinger. 
Den andra skivan nådde väldigt få framgångar. Bandet släppte två singlar från detta album, "Hurt You So Bad" och "Drowning". Strax efter lanseringen av den andra skivan så splittrades bandet under 2003.

### The Brimstone Sluggers (2015–2016)
Under 2015 återförenades bandets frontfigurer Shifty samt Epic med en ny line-up. Tillsammans med den nya line-upen har Crazy Town släppt ett ytterligare album, The Brimstone Sluggers, som bland annat inkluderar en låt med frontfiguren i Swollen Members, Madchild.
År 2017 lämnade Mazur bandet och Binzer bytte bandets namn till Crazy Town X.

## Medlemmar
Nuvarande medlemmar
- Shifty Shellshock (eg. Seth Brooks Binzer) – rap, sång (1995–2003; 2007– )
- ET (eg. Elias Tannous) – gitarr, bakgrundssång (2016– )
- Hasma Angeleno – basgitarr, bakgrundssång (2017– )
- Bosko (eg. Stefano Bassoli) – sologitarr (2017– )
- Luca Pretorius – trummor, percussion (2017– )

Turnerande medlemmar
- Bobby Reeves – sång (2016–2017)
- Boondock – sång, rap (2016–2017)
- Chris Barber – trummor (2017–2018)

Tidigare medlemmar
- Epic (eg. Bret Mazur) – sång, rap, basgitarr, keyboard, piano, turntable, beatboxing (1995–2003; 2007–2017)
- DJ Adam 12 (eg. Adam Bravin) – turntable, sampling, programmering, keyboard (1995–1996)
- Rust Epique (eg. Charles Lopez – gitarr (1999–2000)
- DJ AM (eg. Adam Goldstein) – turntable, sampling, programmering, keyboard (1999–2000)
- JBJ (eg. James Bradley Jr.) – trummor, percussion (1999–2001)
- Faydoe Deelay (eg. Doug Miller) – basgitarr (1999–2003)
- Trouble (eg. Antonio Lorenzo Valli) – sologitarr (1999–2003)
- Squirrel (eg. Kraig Tyler) – rytmgitarr, bakgrundssång (2000–2003)
- Kyle Hollinger – trummor, percussion (2001–2003)
- "R1CKONE" (eg. Rick Dixon) – turntable, sampling, keyboard (2010–2013, 2015–2017)
- Deadsie (eg. Ahmad Alkurabi) – gitarr (2014–2015)
- Dax (eg. Nick Diiorio) – basgitarr, bakgrundssång (2014–2017)
- Kevin Kapler – trummor, percussion (2014–2017)

## Diskografi
Album
- The Gift of Game (1999)
- Darkhorse (2002)
- The Brimstone Sluggers (2015)

Singlar
- "Toxic" (1999)
- "Darkside" (2000)
- "Butterfly" (2000 (US #1, US Alt. #1, US Main. Rock #21)
- "Revolving Door" (2001)
- "Drowning" (2002) (US Alt. #24, US Main. Rock #24)
- "Hurt You So Bad" (2003)
- "Hurt You So Bad" (Paul Oakenfold Remix) (2003)
- "Lemonface" (2013)
- "Megatron" (2014)
- "Backpack" (2015)
- "Born to Raise Hell" (2015)
- "Come Inside" (2016)